# スマトラカモシカ
スマトラカモシカ（Capricornis sumatraensis）は、哺乳綱偶蹄目ウシ科カモシカ属に分類されるカモシカ。別名シーロー、タテガミカモシカ。

## 分布
パキスタン北部、インド北部、中国南部、タイ、ミャンマー、スマトラ島など。

## 形態
体長140-170 cm。肩高85-95 cm。体重100-120 kg。尾長9-11 cm。全身は黒茶の毛で覆われている。体毛は粗く固い。背中に黒の縞模様がある。4本の脚の毛は茶褐色。
頭部は羊や牛に似ているがやや短い。広がった耳を持つ。首には長いたてがみがある。頭頂部にやや後ろに湾曲した角を持つ。メスよりオスの角のほうが大きい。蹄は短く丈夫で、岩の上を歩くのに適している。

## 分類
シロカミシーローCapricornis argyrochaetes・チュウゴクカモシカC. milneedwardsii・ヒマラヤカモシカC. thar・アカカモシカC. rubidusなどを別種とする説もあり、それに従えば狭義の本種の分布はスマトラ島（基亜種スマトラシーローC. s. sumatraensis）とマレー半島（亜種マレーシーローC. s. robinsoniとすることもある）に限定される。一方でミトコンドリアDNAに基づく分子系統解析では、アカカモシカがタイワンカモシカC. swinhoeiと近縁であるとされ別種とされたが、チュウゴクカモシカの単系統性は支持されず、本種やヒマラヤカモシカが内群に含まれるという結果が得られており、これらは同種C. sumatraensisとみなされている。

## 生態
海抜3500m以下の亜熱帯の山地及び温帯地区の森に生息する。多くは1000m以上の山地に住み、冬季になると海抜の低い地域に移動する。単独もしくはペアで生活する。朝と夕方に行動する。
食性は植物食で、草、木の葉等を食べる。
晩秋に交配し、初夏に出産する。1回の出産で生むのはたいてい1匹。繁殖能力は低い。

## 人間との関係
身の危険が及ぶと絶壁に逃げることがあるが、これがかえって目立ち、猟師の射撃の的になることが多い。そのため数が減り、現在中国では保護動物に指定されている。
ヤマハ発動機の生産する軽二輪のヤマハ・セローシリーズは本種の英名に由来する。